# Artemij Sergeevič Beljakov
Artemij Sergeevič Beljakov (in russo Арте́мий Серге́евич Беляков?; Tver', 12 marzo 1992) è un danzatore russo, primo ballerino del Balletto Bol'šoj dal 2019.

## Biografia
Artemij Beljakov è nato a Tver' nel 1992 e nel 2010 si è diplomato presso l'Accademia statale di coreografia di Mosca. Già prima del diploma era stato scritturato dal Balletto Bol'šoj, con cui aveva esordito nel 2010 interpretando il fratello di Colas nell'allestimento di Jurij Grigorovič de La fille mal gardée.
Nel 2013 ha danzato nel suo primo ruolo da protagonista interpretando James nella versione di Johan Kobborg de La Sylphide. Durante la stagione successiva ha ampliato il proprio repertorio con alcuni importanti ruoli principali: il Principe ne Lo schiaccianoci, l'uccello azzurro ne La bella addormentata, Lensky nell'Onegin di John Cranko e De Grieux nella Dame aux Camélias di John Neumeier. Nel 2016 ha danzato come Solor ne La Bayadère e ha fatto il suo esordio sulle scene londinesi ne Le Corsaire, mentre l'anno seguente ha danzato come Romeo nel Romeo e Giulietta di Aleksej Ratmanskij e come Siegfried ne Il lago dei cigni.

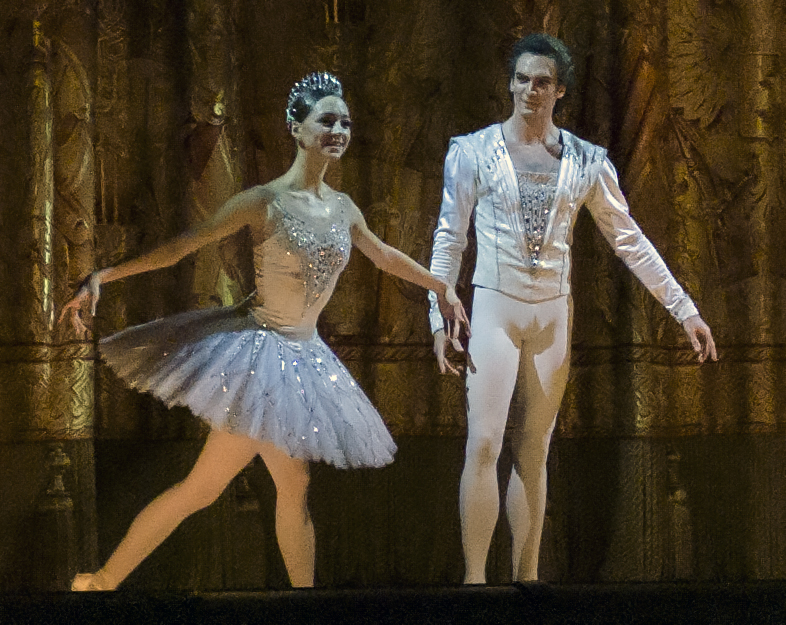
Dopo una rappresentazione di Jewels con Eva Sergeyenkova (2021)

Nel 2018 ha aggiunto al suo repertorio i ruoli di Basilio nel Don Chisciotte di Marius Petipa e di Jean de Brienne in Raymonda, mentre nel 2019 ha fatto un acclamato debutto nel ruolo di Albrecht nell'allestimento di Giselle di Ratmanskij, per cui ha ottenuto il plauso del New York Times; nello stesso anno è stato proclamato primo ballerino della compagnia. Nel 2020 ha vinto il Premio Positano Léonide Massine, mentre nel 2024 ha vinto il Prix Benois de la Danse per la sua interpretazione dell'eponimo protagonista dell'Ivan il Terribile di Jurij Grigorovič.
È sposato con Dar'ja Chochlova, prima solista del Bol'šoj.